# Aravane Rezaï
Aravane Rezaï (født 14. marts 1987 i Saint-Étienne, Frankrig) er en professionel tennisspiller fra Frankrig med iranske forældre.